# 차왕군
차왕군은 나콘시탐마랏주의 행정 구역이다. 이 지역의 총 인구 수는 2005년 기준으로 65787명이다. 인구 밀도는 124.5km2이다.